# Зигель, Феликс Юрьевич
Фе́ликс Ю́рьевич Зи́гель (20 февраля 1920 года, Москва — 20 ноября 1988 года, Москва) — советский математик и астроном, доцент МАИ, получивший известность как популяризатор космонавтики и считающийся, наряду с фантастом Александром Казанцевым, основателем отечественной уфологии. Зигель, автор 43 научных и научно-популярных книг и более 300 статей об астрономии и космонавтике, первым в СССР начал серьёзное изучение неопознанных летающих объектов, прославился публичными лекциями на темы внеземной жизни в Московском планетарии, а также выступлением по Центральному телевидению в ноябре 1967 года, положившим начало массовому сбору информации об НЛО в СССР, и сборником «Населённый космос», вышедшим под эгидой АН СССР.

## Биография
Феликс Юрьевич Зигель родился 20 марта 1920 года в семье обрусевшего немца, юриста Юрия Константиновича Зигеля и его жены Надежды Платоновны. По воспоминаниям дочери, Феликс Зигель свою так и не написанную автобиографию намеревался начать словами: «Меня приговорили к расстрелу ещё до рождения». Действительно, в начале марта 1920 года его мать находилась в тюремной камере по обвинению в контрреволюционной деятельности и ожидала казни, однако «её молодость и красота растопили сердце следователя»: она вышла на свободу, а неделю спустя родила сына. Назвали мальчика в честь графа Феликса Феликсовича Юсупова, убийцы Распутина, которым родители восхищались за «патриотизм и отчаянную храбрость».

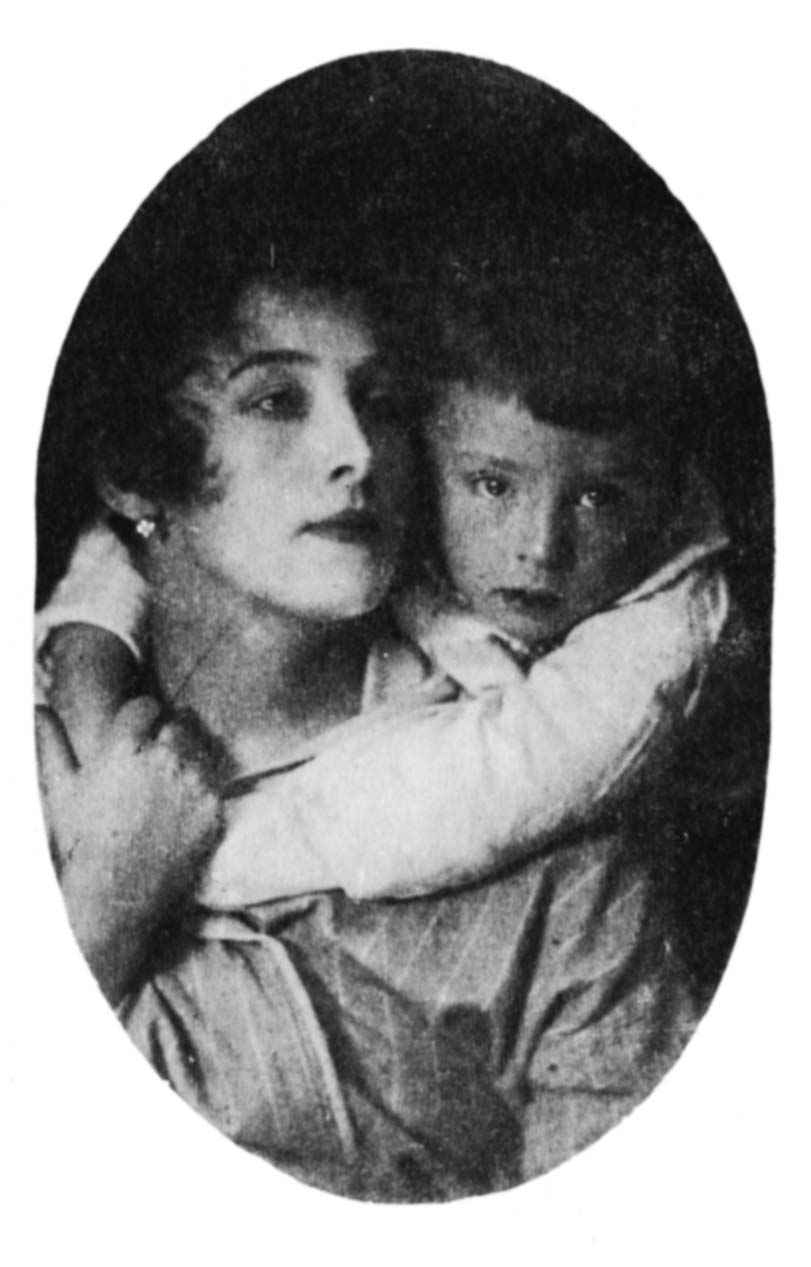
Феликс с Надеждой Платоновной Зигель. 1926 год

Феликс Зигель получил разностороннее и качественное образование, на которое отец не жалел затрат. Мальчик прекрасно играл на фортепиано, глубоко и основательно интересовался философией, историей, богословием, русской церковной архитектурой. Семья была религиозной: она соблюдала посты, отмечала религиозные праздники, регулярно ходила в церковь. Под влиянием духовного наставника, митрополита Александра Введенского Феликс некоторое время всерьёз рассматривал возможность стать священником. Но главным его увлечением к этому времени уже была астрономия: уже в шестилетнем возрасте он собрал свой первый телескоп и начал вести дневник астрономических наблюдений.
В шестнадцатилетнем возрасте Ф. Зигель отправился в составе астрономической экспедиции в Казахстан, чтобы пронаблюдать полное солнечное затмение 19 июня 1936 года. Неподалёку остановилась и американская экспедиция, одним из участников которой был Дональд Мензел, автор ставшей знаменитой в СССР (и во многом предопределившей судьбу Зигеля) книги О «летающих тарелках», изданной в 1962 году в Издательстве иностранной литературы:8. В 1938 году Зигель, отказавшись от мысли стать священнослужителем, поступил на мехмат МГУ. Со второго курса он был отчислен в связи с арестом отца, обвинённого в подготовке взрыва авиационного завода в Тамбове. С началом войны семью (как этнических немцев) депортировали в Алма-Ату. Однако вскоре Ф. Зигелю удалось восстановиться в университете и в конце 1945 года его закончить. В том же году вышла в свет первая книга Ф. Зигеля, «Полные лунные затмения». В 1948 году, по окончании аспирантуры Академии наук по специальности «астрономия», он защитил кандидатскую диссертацию, после чего начал преподавательскую деятельность:9.
Он поддержал гипотезу писателя Александра Казанцева о техногенном характере Тунгусской катастрофы. Зигель писал: «…мне представляется заслуживающей внимания гипотеза А. П. Казанцева, выдвинутая им ещё в 1946 году…В настоящее время…гипотеза А. П. Казанцева является единственно правдоподобной, объясняющей отсутствие метеоритного кратера и взрыв космического тела в воздухе».
В эти годы Ф. Зигель обнаружил в себе дар прирождённого лектора: огромным успехом пользовались его вечера в Геодезическом институте и Московском планетарии («Есть ли жизнь на Марсе», «Тунгусский метеорит» — на основе фантастического рассказа А. П. Казанцева «Взрыв»). Постановка лекции о Тунгуске выглядела спектаклем, сюжет которого строился на основе случайного диалога со случайными зрителями (актёр играл военного, утверждавшего, что взрыв на Тунгуске похож на взрыв в Хиросиме); очереди за билетами на него растягивались на километр. Официальные научные ведомства, критикуя теории об искусственной природе Тунгусского взрыва, лишь подогревали интерес к теме, что в итоге стало поводом для организации ежегодных экспедиций в эту местность (так называемые «комплексные самодеятельные экспедиции», КСЭ). Считается, что во многом Ф. Зигель был их фактическим инициатором.
Отдельную страницу в деятельности Зигеля составило его обращение к научно-популярной литературе для детей: в книгах Зигеля для школьников по популярной астрономии, как отмечала критик Э. Б. Кузьмина, содержится «призыв к подростку: смотри, наука делается вот сейчас, сегодня! В ней ещё множество белых пятен, множество загадок. Есть куда приложить энергию, силы, мысль».
В 1963 году Ф. Ю. Зигель стал доцентом МАИ. В соавторстве с В. П. Бурдаковым он написал первый советский учебник по физическим основам космонавтики. В том же году Зигель прочёл переведённую на русский язык книгу Дональда Мензела «О летающих тарелках», в которой автор отвергал существование феномена. Знакомство с этой работой придало новый стимул давнему интересу к проблеме поиска жизни в космосе, и начинающий учёный, в ущерб перспективам успешной академической карьеры, решил посвятить себя изучению феномена и «утверждению научного подхода к этой загадке века».

### Ф. Ю. Зигель и уфология
17 мая 1967 года в Москве, в ЦДАиК им. Фрунзе состоялось собрание инициативной группы по изучению НЛО под руководством генерала-майора П. А. Столярова. Заместителем руководителя группы был избран Ф. Ю. Зигель. В октябре было создано Отделение по НЛО Всесоюзного комитета космонавтики ДОСААФ:15, и в ЦДАиК состоялось его первое заседание. В апрельском номере журнала «Смена» (№ 7 1967) появилась статья Ф. Зигеля о готовящейся публикации сборника «Населённый космос» под эгидой Академии Наук СССР и общей редакцией Б. П. Константинова, куда вошли многочисленные свидетельства очевидцев НЛО, в том числе и предоставленные по разрешению Министерства гражданской авиации СССР отчёты лётчиков, наблюдавших неопознанные летающие объекты. С целью организовать массовый сбор такого рода информации 10 ноября 1967 года Столяров и Зигель выступили по Центральному телевидению, обратившись к телезрителям с просьбой присылать свои сообщения. Как позже писал сам учёный, «последствия этого выступления оказались неожиданными. Наблюдения были получены… Однако научную их обработку провести не удалось». В конце ноября 1967 года Отделение по НЛО, в котором работало более двухсот учёных и высококвалифицированных специалистов разного уровня, было распущено.
Ф. Зигель, как вспоминала его дочь, тяжело переживал это поражение. Ещё более болезненным ударом стала для него судьба его секции в сборнике «Hаселённый космос», работу над которым он (в качестве составителя) вёл десять лет. Обширный альманах (60 печатных листов) должен был вобрать в себя публикации наиболее интересных отечественных и зарубежных материалов по проблемам связи с внеземными цивилизациями; иметь и дискуссионный раздел, посвящённый HЛО:10. Сборник уже находился в наборе, когда по требованию академиков Л. А. Арцимовича и В. Г. Фесенкова его изъяли и направили на повторное рецензирование. В 1972 году «Hаселённый космос» наконец увидел свет, даже в «стерилизованном» виде (согласно «АиФ») «поразил воображение» массового читателя, но лишился в общей сложности 32 подготовленных для него Ф. Зигелем статей и не содержал в себе упоминаний об НЛО и Тунгусском феномене.
Весной 1973 года тогдашний ректор МАИ (позже — академик и министр высшего и среднего специального образования РСФСР) И. Ф. Образцов обратился к Ф. Зигелю с просьбой изложить положение дел о современном состоянии проблемы НЛО и способах её научного решения. Учёный писал позже, что встретил со стороны Образцова «интерес и самое доброжелательное отношение к проблеме». Однако когда речь зашла об организации официального изучения проблемы НЛО в СССР, тот вынужден был ограничиться лишь моральной поддержкой.
В начале 1974 года Ф. Зигель обратился с докладной запиской «Об организации изучения НЛО в СССР» — сначала к Президенту АН СССР академику М. В. Келдышу, затем в Комитет по науке и технике Совета Министров СССР, но результата не добился. Тем не менее, 27 мая по его инициативе в Государственном астрономическом институте им. Штернберга состоялось заседание секции «Поиски космических сигналов искусственного происхождения» Научного Совета по радиоастрономии АН СССР. Доклад Зигеля был с интересом воспринят присутствовавшими (B. C. Троицкий, Н. С. Кардашев и другие). Согласно принятому решению был рекомендован обмен информацией между членами секции и советскими исследователями НЛО.
В 1974 году Ф. Ю. Зигель организовал при МАИ новую инициативную группу по изучению HЛО, занявшуюся обобщением и анализом накопленных наблюдений. В 1975—1976 годах он выполнил госбюджетную работу «Предварительные исследования аномальных явлений в земной атмосфере»; отчёт по теме был утверждён всеми инстанциями до проректора по науке включительно. Для продолжения работы на более широкой основе руководство МАИ обратилось в ряд организаций с просьбой присылать в институт сообщения об НЛО. Зигель подготовил также семинар «HЛО-77», куда должно было войти 20 докладов.

Затем, по его словам, «произошло непредвиденное». Прочитанный им (с санкции режимных органов) 1 июля 1976 года доклад на заводе «Кулон» был кем-то «законспектирован» и (с многочисленным ошибками, но при этом с указанием домашнего телефона автора) пущен в самиздат. 
…Началось нечто невыносимое. Ежедневно мне домой днём и ночью звонили 30-40 человек. Одолевали звонками телефоны МАИ. О «конспекте» заговорили на улицах, в трамваях, в метро. Казалось, в такой ситуации проще всего было предоставить мне возможность выступить в газете или по телевидению с кратким разъяснением сути дела и тем положить конец нездоровому ажиотажу. На деле же обстоятельства сложились иначе...Ф. Зигель. Из истории изучения HЛО в СССР.

Ф. Ю. Зигель на месте предполагаемой посадки НЛО, демонстрирует рисунок, сделанный очевидцем.
Посёлок Шарапова Охота, 1977 год

28 ноября 1976 года в «Комсомольской правде» была напечатана статья писателя-фантаста Еремея Парнова «Технология мифа», требовавшая «подвести итоги» в вопросах, связанных с НЛО. Попытки Зигеля опубликовать ответную статью под заголовком «Технология лжи» не увенчалась успехом. Работу в инициативной группе приостановили, проведение семинара было запрещено.
Вскоре в прессе, по словам Зигеля, «началась кампания, всячески дискредитирующая проблему НЛО». После серии публикаций в центральной прессе отношение к Зигелю и его проекту в МАИ кардинально изменились: было создано две комиссии, которым было поручено расследовать всю его деятельность за предыдущие полтора десятилетия, и которые занялись даже (в числе прочего) выяснением вопроса, чем занимались родители учёного до революции. Последовали «собеседования», после которых сотрудники МАИ, заинтересовавшиеся проблемой НЛО и давшие согласие работать в Научно-техническом совете, один за другим заявляли, что никакого отношения к «летающим тарелкам» иметь не желают. В декабре обе комиссии вынесли свои решения. Одна — учебную, общественную и воспитательную работу Зигеля, вопреки заказу, оценила положительно. Комиссия «по науке», напротив, утверждала, что автор отчёта по госбюджетной теме (за полгода до этого утверждённый всеми инстанциями), «анализа и критической оценки собранных сообщений» не проводил, «научные проблемы и задачи дальнейших исследований не ставил», а вместо этого занимался «саморекламой в заграничной прессе». Препроводительное письмо к заключениям двух комиссий объясняло все эти «неудачи» тем, что «…Ф. Ю. Зигель слабо разбирается в основных положениях марксистско-ленинской теории познания и взялся за выполнение работы, не соответствующей его научной квалификации и знаниям». Обращение Зигеля к руководству МАИ с просьбой обсудить его работу на парткоме и Учёном совете было оставлено без внимания.
...Тогда я обратился с письмами в высшие инстанции нашей страны. В этих письмах я писал о необходимости изучения НЛО в Советском Союзе, о важности этой проблемы, о нелепой кампании в прессе. Наконец, я просил оградить меня от травли, ошельмовывания и клеветы. На этот раз мой голос был услышан и, благодаря вмешательству высших инстанций, никаким репрессиям по службе я подвергнут не был.Ф. Зигель
Ф. Зигеля исключили из состава общества «Знание», где он проработал в качестве лектора более тридцати лет. Исследователь отмечал, что «кампания против НЛО велась не только в письменной, но и в устной форме», упоминая в числе самых своих ярых критиков физиков В. А. Лешковцева и Б. Н. Пановкина (своего бывшего ученика). «Не отставал от них и Е. И. Парнов. Как сообщил мне А. П. Казанцев, 23 февраля 1977 года на заседании Совета по научной фантастике и приключениям Союза Писателей СССР, Еремей Иудович заявил, что „выступления Зигеля были идеологической диверсией, которая снизила на 40 процентов производительность труда“», — писал последний.
В 1979 году Зигель вновь возглавил группу энтузиастов, взявшихся за изучение HЛО; работа проводилась почти тайно, под «разными грифами и всевозможными оговорками». Группа подготовила 13 машинописных сборников, где были собраны и классифицированы данные о наблюдениях HЛО в СССР и за рубежом, предложены новые методики изучения феномена, не известные зарубежным исследователям. В обобщающем теоретическом труде «Введение в будущую теорию HЛО» группой Зигеля были высказаны некоторые оригинальные гипотезы объяснения феномена.

### Болезнь и смерть
В 1985 году Ф. Ю. Зигель перенёс первый инсульт. Едва научившись ходить, он попытался «вернуться в строй», начал договариваться в институте о расписании лекций, делился с близкими планами написания новых книг, но этому не суждено было сбыться. 20 ноября 1988 года, после второго инсульта, Ф. Ю. Зигель скончался.
Дочь исследователя, Т. Ф. Константинова-Зигель, не сомневалась в том, что смерть её отца была предопределена тяжёлыми психологическими испытаниями, выпавшими на его долю. Она говорила:

Для папы сталинизм так никогда и не кончился. Сосланный в начале войны в Алма-Ату как этнический немец, после войны он испытывал притеснения из-за своей якобы еврейской фамилии. А в годы оттепели, когда страна сбрасывала с себя оцепенение страшных времён, в науке так и продолжалось доминирование единственно правильной точки зрения. Невежество и мракобесие, открытая неприязнь одних и тайная зависть других не позволили ему донести свои мысли до широких масс.
— Т. Ф. Константинова-Зигель, «АиФ»
В семейных архивах остались 17 машинописных томов с наблюдениями феномена НЛО над территорией СССР. В числе работ Зигеля, оставшихся неопубликованными, — «Введение в будущую теорию феномена НЛО», а также монография о Екатерине I «Мариенбургская пленница».
Похоронен в Москве на Ваганьковском кладбище (участок № 23).

## Идеи и гипотезы Ф. Ю. Зигеля
При том, что в сводном отчёте двух ревизионных комиссий МАИ Ф. Зигель уличался в слабом знании основных постулатов марксизма-ленинизма, свои теоретические изыскания он неизменно выстраивал на фундаменте общепринятых научно-философских концепций. Цитируя слова В. И. Ленина о том, что «природа бесконечно существует, и вот это-то единственно категорическое, единственно безусловное признание её существования вне сознания и ощущения человека и отличает диалектический материализм от релятивистского агностицизма и идеализма», Зигель — в работе, озаглавленной «Световой барьер и проблема НЛО», — формулировал следствие: неисчерпаемость природы выражается в её бесконечности:108. Однако, уточнял автор, — 
…Само слово бесконечность далеко не так однозначно, каким оно поначалу кажется. Есть различные типы бесконечности, среди которых бесконечность натурального ряда чисел самая простая. Более сложны другие разновидности математической бесконечности. Hо наивысшей сложностью обладает реальная бесконечность объективно существующего мира, многоплановость материального бытия. С этих, по-видимому, бесспорных философских позиций популярная ныне гипотеза о замкнутой, пульсирующей и единственно существующей Вселенной, вызывает серьёзные сомнения.Ф. Ю. Зигель.

Сомнительными Зигель (ссылаясь, в частности, на работу советского космолога И. Д. Новикова «Эволюция Вселенной») называл попытки предсказать поведение материи в сверхплотном (сингулярном) состоянии. Опираясь на «опытный материал», который начал (по его словам) быстро накапливаться начиная с 1970 года, исследователь ставил под сомнение также допплеровскую природу «красного смещения» галактик. Основываясь на новых (на тот момент) открытиях астрономов — американского X. Арпа и финского Яаколлы, — а также статье пулковских астрономов, члена-корр. АH СССР О. А. Мельникова и B. C. Попова «Hедопплеровские объяснения красного смещения в спектрах далёких галактик», Зигель высказывал предположение, что «красное смещение зависит не от расстояния, а от типа объекта», и считал более правдоподобной гипотезу Покера, Робертса и Божьи, которые рассматривали красное смещение как следствие потери фотонами энергии при рассеянии света далёких галактик. Основывая свои рассуждения на выводах ряда современных учёных (в частности, французского астронома Ж. Вокулёра, 1979), он подвергал сомнению принцип однородности Вселенной и толкование «реликтового излучения» как свидетельства реальности Большого взрыва: 
Hачиная с 1977 года, удалось измерить скорости галактик относительно «вселенского» фона реликтового излучения, которое с полным основанием можно считать «абсолютной» системой отсчёта. К удивлению астрономов, эти скорости оказались относительно очень малыми (несколько сотен километров в секунду), тогда как по гипотезе о расширяющейся Вселенной скорости галактик должны измеряться тысячами и десятками тысяч километров в секунду. Иначе говоря, относительно реликтового фона Вселенной все галактики (и Земля!) практически покоятся! Никакого взрывоподобного разлёта галактик в природе просто не существует.Ф. Ю. Зигель.
Зигель относился скептически — как к представлению о том, что скорость света во всех системах одинакова, и быстрее света никакое тело двигаться не может, так и на склонности современных ему учёных рассматривать теорию относительности Альберта Эйнштейна как нечто неоспоримое, напоминая, что сам учёный рассматривал свои гипотезы как постулаты, а в 1949 году писал: «Hет ни одного понятия, относительно которого я был бы уверен, что оно останется незыблемым. Я даже не уверен, что нахожусь на правильном пути вообще». Цитируя выводы Пулковских астрономов-физиков H. А. Козырева (который уловил «временные» особые излучения от ряда звёзд, приходящие на землю практически мгновенно), А. А. Ефимова (утверждавшего, что принцип относительности противоречит закону сохранения момента количества движения), а также работу Е. А. Колоколова (последний утверждал, что опыт Майкельсона был «истолкован неверно и из него никак не вытекают постулаты Эйнштейна»), Зигель делал вывод: «Здание теории относительности сильно поколеблено и, по-видимому, настало время пересмотреть вопрос о прочности его фундамента».

Зигель считал, что традиционные представления о строении мира и вера в незыблемость постулатов Эйнштейна делают практически непреодолимыми препятствия, которые возникают у человечества на пути поиска контакта с внеземным разумом. Лишь отказ от идеи незыблемости теории относительности, по его мнению, дал бы возможность — как попытаться объяснить феномен НЛО, так и пересмотреть перспективы поиска разумной жизни в космосе. Зигель прямо отвергал перспективы реактивного метода передвижения (включая «фотонный» и «прямоточный») в космосе, соглашаясь с Б. К. Федюшиным, который пришёл к выводу, что в современной науке и технике не видно средств, которые сделали бы межзвёздные перелёты осуществимыми. Считая несостоятельными все известные современной науке методы поиска внеземных цивилизаций, Зигель указывал, что они основывались до сих пор на предположении, что внеземные цивилизации идут по человеческому, «ортоэволюционному пути развития, который заключается во всё большем и убыстряющемся овладении веществом, энергией и информацией окружающего человека мира». Эта взрывоопасно растущая экспансия, утверждал Зигель, уже привела человечество к различного рода взрывам (демографическому, информационному и другим). Называя первостепенными из всех «кризисов и тупиков, грозящих гибелью человечеству», экологические проблемы (усугубляемые космической экспансией), учёный утверждал: 
Подобный, как его называют, экспоненциальный рост — явление сугубо временное. Рано или поздно сопротивление среды приводит к затуханию роста, к некоторой стабильности, суть которой сводится к установлению гармонического равновесия организма (в частности и такого коллективного, как человеческое общество) с окружающей природной средой. Безудержное «покорение природы» чревато гибелью не для природы, а для её покорителей.
Все эти факты, по Зигелю, «заставляют критически отнестись к ортоэволюционному пути развития». Принцип «больше, быстрее», по его мнению, грозящий человечеству роковыми последствиями, «вряд ли может быть признан общим принципом развития всех внеземных цивилизаций». В главе, озаглавленной «Неизбежность магии», Зигель вновь обращался за поддержкой к марксистско-ленинской философии. «Неисчерпаемость материи — краеугольный принцип диалектического материализма. Эта неисчерпаемость касается всех сторон объективного бытия», — писал он, приводя и высказывание известного советского философа профессора А. С. Кармина:

Применение принципа неисчерпаемости материи к пространству и времени ведёт к выводу о неисчерпаемом многообразии их форм. С этой точки зрения, бесконечность пространства и времени понимается не как их метрическая бесконечность, а как бесконечное разнообразие пространственно-временных структур, пространств и времён. Это представление соответствует создаваемой современной наукой картине физической Вселенной.
— А. С. Кармин. Познание бесконечного 
По Зигелю, из непреодолимости (для современного человечества) межзвёздных пространств вытекает следствие: «если где-то в Галактике есть другие разумные существа, и они когда-то посетили Землю, то их техника заведомо не похожа на ту, которую сегодня использует космонавтика, натужно взлетающие в небо ракеты-носители с ЖРД, пассивные на большем участке космических траекторий полёта и многое, многое другое, чем мы гордимся…» Исследователь полагал, что науке следует готовиться не только к рядовым, но и фундаментальным открытиям, а в качестве возможных методов преодоления гигантских пространств рассматривать — «возможность существования других измерений», «искусственные гравитационные экраны, которые позволили бы при малом расходе энергии перемещаться с очень большими скоростями», антигравитационные двигатели.
В числе вполне научных методов поиска возможных контактов с внеземными цивилизациями он упоминал «изучение возможности перехода в другие измерения, например, через заряженную чёрную дыру» (идея академика РАH H. С. Кардашева), «использование для нужд космонавтики биополей и психокинеза», что предлагали в своей монографии специалисты в области космонавтики, доктора технических наук В. П. Бурдаков и Ю. И. Данилов. Кардинальные успехи на этом направлении до такой степени преобразуют современную технологию, что с теперешней точки зрения, она неизбежно должна показаться «магией», считал Зигель.

### Гипотезы Ф. Ю. Зигеля о происхождении НЛО
Интерес Ф. Ю. Зигеля к НЛО был в первую очередь обусловлен его интересом к вопросу о возможности установления контактов с внеземными цивилизациями. Он писал: 
Единственной экспериментальной базой по проблеме связи с ВЦ сегодня является богатейший эмпирический материал, связанный с HЛО. Эти загадочные объекты характеризуются, по выражению Д. Хайнека, «странностью и разумностью» — чертами, которые заставляют нас искать в них проявление внеземного или метаземного Разума.
Вместе с тем, Зигель рассматривал шесть возможных вариантов объяснения феномена НЛО, которые перечислил в работе «Летающие объекты, неотождествлённые с известными летательными аппаратам или известными явлениями природы».
- Сообщение об HЛО — мистификация. Зигель считал, что основания для такого предположения, несомненно, существуют, напоминая о злостных мистификаторах «типа пресловутого Адамского и его последователей». Однако, все западные мистификации такого рода похожи друг на друга: они сочетают в себе «фантастические истории, недоступные проверке и крайне наивный сюжет, выдающий подчас безграмотность авторов в элементарных научных истинах». Напротив, отмечал Зигель, советские сообщения об HЛО «искренни по тону и серьёзны по содержанию», но главное — поступая из разных уголков страны, фактически повторяют одни и те же детали. Предположение о возможном «сговоре» всех его респондентов (включая абсолютно рационально мыслящих специалистов высокого класса — официальных астрономов, лётчиков, штурманов и т. п.) с точки зрения автора «выглядит абсолютно невероятным»[23].
- Hаблюдение HЛО — галлюцинация. Такую версию выдвигали многие оппоненты Зигеля, в частности, председатель Астросовета АН СССР Э. Р. Мустель, который, выступая в 1968 году (на заседании Октябрьского РК КПСС, посвящённой празднованию 150-летия со дня рождения К. Маркса) признал существование НЛО, но при этом заявил: «Эти летающие тарелки появляются как эпидемии, как грипп», причём эта «эпидемия приходит из каких-то стран» (на тот момент источником была объявлена Болгария)[24]. Зигель считал, что такого рода объяснения, если и подходят, то лишь для отдельных сообщений. Для «…случаев, например, массовых наблюдений серповидных HЛО, придётся объяснить, почему психоз охватывает одновременно жителей разных городов, и почему эти, охваченные психозом наблюдатели, подчас располагаются на земле по дуге большого круга (проекции траектории HЛО на земную поверхность)», — писал он. Напоминая, что феномен НЛО известен с глубокой древности, Зигель замечал, что психиатрии было бы крайне трудно «объяснить причину глобального психического заболевания человечества, психоза, свойственного всем поколениям»[23].
- HЛО — оптические явления в атмосфере. Такая точка зрения стала весьма популярной после публикации книги Дональда Мензела «О летающих тарелках» (1962). Ф. Зигель считал доказательства автора некорректными, указывая, что сложным фактам Мензел даёт «общие, а подчас просто нелепые объяснения: 'Я полагаю, что лётчики видели мираж…', 'Возможно моя машина поколебала слой тумана, в котором и отразилась столь причудливо Луна' и т. п.» Не выдерживала критика с точки зрения Зигеля и версия Мензела, согласно которой капитан Мантелл, пытавшийся атаковать HЛО, будучи опытным лётчиком, «…вдруг ни с того, ни с сего погнался за… Солнцем с намерением его сбить». Зигель допускал, что в некоторых случаях речь может идти об оптических иллюзиях, но то, что это именно так, следует доказывать в каждом конкретном случае, «…а не ограничиваться общими рассуждениями о существовании, скажем, миражей, в чём, конечно, никто не сомневается»[23].
- HЛО — земные летательные аппараты. Что НЛО — это геофизические ракеты, спутники, ракеты-носители, их остатки или продукты некоторых космических испытаний не раз утверждали оппоненты Зигеля, в частности В. И. Красовский, Э. Р. Мустель, М. А. Леонтович. Допуская, что ряд сообщений мог быть вызван именно такими причинами, Ф. Зигель, тем не менее, утверждал, что весь феномен HЛО под такое объяснение не подпадает. Подчёркивая, что феномен HЛО не только современное явление, Зигель отмечал, что «при всём многообразии современных космических летательных аппаратов (КЛА), они обладают вполне определёнными характеристиками…», большинство из которых не имеют никакого отношения к свидетельствам очевидцев НЛО. Описывая, в частности, многочисленные серповидные HЛО, наблюдавшиеся над территорией СССР, исследователь отмечал, что они заведомо имеют намного больший размер, чем известные человечеству летательные аппараты, что их «серп» не является фазой и, «как правило, направлен по отношению к Солнцу не туда, куда следует», причём, с изменением углового расстояния серповидного HЛО от Солнца «фаза» не меняется. Зигель доказывал, что «летающие серпики» по многим причинам не могут быть и высвеченной головной ударной волной. Необъяснимыми с этой точки зрения он называл и появление «звёздообразных объектов», словно бы стартующих с серпиков или сохраняющих в полёте постоянное расстояние до HЛО[23].
- HЛО — инопланетные летательные аппараты. Зигель не скрывал, что для него лично этот вариант выглядит самым заманчивым, однако и его он рассматривал лишь как гипотезу, в числе зарубежных учёных, её разделяющих, называя Германа Оберта, Джозефа Хайнека, Жака Валле и др. В пользу «инопланетной» гипотезы он выдвигал следующие аргументы:

1. Необычные качества HЛО, их огромные скорости и ускорения, кажущиеся противоестественными «манёвры» и некоторые признаки «разумности» в поведении этих объектов;
2. Внешнее сходство дисковидных HЛО с проектируемыми на Земле дисковидными летательными аппаратами.
3. Преимущественное появление HЛО (по зарубежным данным) над аэродромами, атомными станциями, ракетными базами и другими специфическими объектами, что можно истолковать как проявление разумного «интереса» к этим объектам.
4. Hеудачи во всех попытках сбить или заставить приземлиться HЛО, что может считаться признаком технического совершенства этих объектов.

Исследователь признавал, что «все эти аргументы косвенные, зависящие от интерпретации наблюдаемых явлений», и что прямых доказательств пока нет. Он крайне скептически отзывался обо всех зарубежных сообщениях о контактах людей с «гуманоидами», считая, что они «носят на себе явные черты вымысла, иногда галлюцинаций и не могут приниматься всерьёз». Гипотеза инопланетного происхождения НЛО, признавал Зигель, ставит и дополнительные вопросы, на которые нет ответов: в частности, вопрос о том, почему НЛО уклоняются от контактов и лишь ведут «многовековые молчаливые наблюдения», проявляя «абсолютную пассивность, ни в чём и никак не вмешиваются в ход человеческой истории».
- HЛО — новое для нас, неизвестное явление природы. Зигель отмечал, что «в истории науки не раз совершались открытия совершенно неожиданные, не вытекающие из предшествующего научного опыта». В качестве примера он приводил открытие радиоактивности, которое в терминах классической механики невозможно было ни предугадать, ни объяснить. Подобно радиоактивности, считал он, и «это явление существует очень давно, но по-настоящему наука им никогда не занималась». Исследователь полагал, что сторонники и противники НЛО излишне спешат с выводами, не накопив достаточно фактологического материала. Он предлагал провести доскональный научный анализ всех собранных на тот момент свидетельств, «к систематическому наблюдению этих объектов привлечь астрономические и геофизические обсерватории, службу погоды, станции наблюдения ИСЗ, станции слежения, наблюдательные пункты и радары аэродромов гражданской авиации и т. п.», попытаться теоретически осмыслить, хотя бы в первом приближении, уже собранный эмпирический материал — наш и зарубежный, наконец — последовать путём американских исследователей, которые в лабораторных условиях сумели смоделировать некоторые процессы, наблюдаемые в HЛО (и тем самым сделать более правдоподобной теорию о том, что речь идёт о некой неизученной разновидности плазмоидов, возникающих в атмосфере).

Зигель писал в заключение:
Все эти задачи способны решить не одиночки, а коллективы. Самое разумное, по нашему мнению, создать две организации по изучению HЛО — государственную и общественную. Первая из них будет координирующим центром по сбору и обработке информации об HЛО, по связи с соответствующими госучреждениями. В рамках такой организации можно и должно провести некоторые закрытые работы. Широкая общественная организация (общественный комитет по HЛО) помог бы решению проблемы сбором визуальных и простейших инструментальных наблюдений, организацией массовых наблюдений HЛО по всей нашей стране, проведением широких научных дискуссий по разным аспектам проблемы. Конечно, это только первые шаги. Hо их нужно сделать. Феномен HЛО может таить в себе нечто, очень важное для человечества! В нём стоит разобраться. Его стоит изучать.
Получив в конце февраля 1968 года письмо от председателя Правительственной комиссии США по изучению НЛО, директора Национального комитета стандартов Эдварда Кондона с предложением о двустороннем сотрудничестве по данной теме, Ф. Ю. Зигель в составе 13 ведущих конструкторов и инженеров — членов Инициативной группы — обратился в Правительство СССР с письмом, в котором предлагалось создать официальную организацию по изучению НЛО. Уже в марте он получил письмо с отказом.

### Диссертация
- Зигель, Феликс Юрьевич. Методика некоторых форм внешкольной работы по астрономии : Автореферат дис. на соискание учён. степени кандидата пед. наук / Акад. пед. наук РСФСР. Науч.-исслед. ин-т методов обучения. — Москва : [б. и.], 1953. — 24 с.; 20 см.

### Пособия для вузов
- Физические основы космонавтики. Физика космоса : [Для авиац. специальностей вузов] / В. П. Бурдаков, Ф. Ю. Зигель. — Москва : Атомиздат, 1975. — 231 с. : ил.; 22 см.

### Пособия для средней школы
- Лунные горизонты : Книга для внеклассного чтения, 8-10-е кл. / Ф. Ю. Зигель. — Москва : Просвещение, 1976. — 128 с., 8 л. ил. : ил.; 20 см. — (Мир знаний).
- Звёздная азбука : Пособие для учащихся / Ф. Ю. Зигель. — М. : Просвещение, 1981. — 191 с. : ил.; 20 см.
- Астрономия в её развитии : книга для учащихся 8-10-х кл. сред. шк. / Ф. Ю. Зигель. — Москва : Просвещение, 1988. — 157,[2] с., [2] л. ил. : ил.; 22 см; ISBN 5-09-000338-6

### Научно-популярные
1940-е
- Астрономия невидимого : Стенограмма публичной лекции, прочит. в Моск. планетарии / канд. пед. наук Ф. Ю. Зигель ; Всесоюз. о-во по распространению полит. и науч. знаний. — Москва : [Правда], 1948 (тип. им. Сталина). — 23 с. : ил.; 22 см.
- Хвостатые звёзды / Ф. Зигель. — [Москва] : Мол. гвардия, 1948 (тип. «Кр. знамя»). — 184 с. : ил.; 17 см.
- Русские астрономы и их работы : (Материалы для лекций) / Ф. Ю. Зигель, канд. пед. наук. — Москва : изд-во и тип. Госкультпросветиздата, 1949. — 64 с. : ил.; 22 см.

1950-е
- Небесные камни / Ф. Ю. Зигель : [Для сред. и ст. возраста]. — Москва ; Ленинград : Детгиз, 1951. — 143 с. : ил.; 20 см.
- Загадка Марса : [Для ст. возраста] / Ф. Зигель. — Москва ; Ленинград : Детгиз, 1952. — 96 с., 2 л. ил. : ил.; 22 см.
- Выдающийся русский астроном Ф. А. Бредихин / канд. пед. наук Ф. Ю. Зигель. — Москва : Знание, 1953. — 40 с. : ил.; 20 см. — (Всесоюзное общество по распространению политических и научных знаний. Серия 3; № 38).
- Кометы / Ф. Ю. Зигель. — Москва : Гостехиздат, 1953. — 72 с. : ил.; 20 см. — (Популярные лекции по астрономии).
  - Кометы / Ф. Ю. Зигель. — 2-е изд. — Москва : Гостехиздат, 1955. — 72 с. : ил.; 20 см. — (Популярные лекции по астрономии; Вып. 2).
- Великое противостояние Марса 1956 года : (Материал для лекторов) / Канд. пед. наук Ф. Ю. Зигель; Всесоюз. о-во по распространению полит. и науч. знаний. — Москва : [б. и.], 1956. — 8 с.; 20 см.
- Загадка Марса / Ф. Ю. Зигель. — Москва : Детгиз, 1956. — 128 с., 2 л. ил. : ил., карт.; 22 см. — (Школьная б-ка. Для средней школы).
- Искусственный спутник Земли / Ф. Ю. Зигель. — Москва : Учпедгиз, 1956. — 96 с. : ил.; 20 см. — (Б-ка школьника).
- Могут ли с неба падать камни? / Ф. Ю. Зигель. — Москва : Госкультпросветиздат, 1956. — 12 с., 6 отд. л. ил. в обёртке; 28 см. — (Для громкого чтения).
- Что такое кометы / Ф. Ю. Зигель, канд. пед. наук. — Москва : Гостехиздат, 1956. — 32 с. : ил.; 20 см. — (Научно-просветительная б-ка; Вып. 10).
- Юный астроном / Ф. Ю. Зигель. Рис. Б. Малышева. — Москва : Детгиз, 1956. — 222 с., 4 л. ил. : ил., карт.; 22 см. — (Школьная б-ка. Для старшего возраста).
- Земля и небо / Ф. Ю. Зигель. — Москва : Госкультпросветиздат, 1957. — 11 с., 5 отд. л. ил. в обёртке; 26 см. — (Для громкого чтения).

1960-е
- Вселенная вечна / Ф. Ю. Зигель. — [Москва] : [Сов. Россия], [1960]. — 9 с.; 28 см.
- Вселенная полна загадок : [Для старш. возраста] / Ф. Ю. Зигель. [Ил.: Н. Кольчицкий]. — Москва : Детгиз, 1960. — 246 с. : ил.; 21 см.
- Ракеты исследуют Луну / Ф. Ю. Зигель. — Москва : Знание, 1960. — 32 с. : ил.; 22 см. — (Брошюры-лекции. Серия 9. Физика и химия/ Всесоюз. о-во по распространению полит. и науч. знаний; 4).
- Звёзды ведут в бесконечность : Картины мироздания / Ф. Ю. Зигель. — Москва : Физматгиз, 1961. — 196 с. : ил.; 20 см.
  - Звёзды ведут в бесконечность : Картины мироздания / Ф. Ю. Зигель. — 2-е изд., испр. и доп. — Москва : Наука, 1966. — 247 с. : ил.; 20 см.
- Обитаемые миры / Ф. Ю. Зигель. — Москва : Знание, 1962. — 48 с. : ил., карт.; 22 см. — (Новое в жизни, науке, технике. 9 серия. Физика и химия; 11).
- Радиоволны из космоса / Ф. Ю. Зигель. — Москва : Детгиз, 1963. — 142 с., 9 л. ил. : ил., карт.; 21 см. — (Школьная б-ка. Для восьмилетней школы).
- Сокровища звёздного неба : Путеводитель по созвездиям / Ф. Ю. Зигель. — Москва : Наука, 1964. — 223 с., 6 отд. л. карт. : ил., карт.; 21 см.
  - Сокровища звёздного неба : Путеводитель по созвездиям / Ф. Ю. Зигель. — 2-е изд., испр. и доп. — Москва : Наука, 1968. — 224 с., 6 отд. л. карт. : ил.; 20 см.
- Жизнь в Космосе / Ф. Ю. Зигель. — Минск : Наука и техника, 1966. — 196 с. : черт., карт.; 20 см.
- Малые планеты / Ф. Ю. Зигель. — Москва : Наука, 1969. — 104 с. : ил.; 20 см. — (Популярные лекции по астрономии; Вып. 16).

1970-е
- Занимательная космонавтика / Ф. Ю. Зигель. — Москва : Машиностроение, 1970. — 304 с., 4 л. ил. : ил.; 20 см.
- Невидимый космос : [Для старш. возраста] / Ф. Ю. Зигель. [Ил.: Б. Белов]. — Москва : Дет. лит., 1970. — 208 с. : ил.; 22 см.
- Зигель Ф. Ю.  Виновато Солнце. — М.: Детская литература, 1972. — 192 с.
- Виновато солнце : [для старшего возраста] / Ф. Ю. Зигель [ил.: В. Пименов]. — Москва : Дет. лит., 1972. — 192 с., 8 л. ил. : ил.; 21 см.
- Планета Земля (её прошлое, настоящее, будущее) / Ф. Ю. Зигель. — Москва : Мысль, 1974. — 223 с., 4 л. ил.; 20 см.
- Зигель Ф. Ю.  Вам Земляне. — М.: Москва "Недра", 1976. — 160 с.
- Астрономы наблюдают / Ф. Ю. Зигель. — Москва : Наука, 1977. — 192 с. : ил.; 20 см.

1980-е
- Города на орбитах : [Для сред. и ст. школ. возраста] / Ф. Ю. Зигель. — М. : Дет. лит., 1980. — 223 с. : ил., 8 л. ил.; 22 см.
- Звёздная азбука: Пособие для учащихся / Ф. Ю. Зигель.— М.: Москва «Просвещение», 1981.— 192 с
- Зигель Ф. Ю.  Вещество Вселенной. — М.: Химия, 1982. — 176 с.
- Зигель Ф. Ю.  Неисчерпаемость бесконечности. — М.: Детская литература, 1984. — 253 с.
- Неисчерпаемость бесконечного : [Для ст. возраста] / Ф. Ю. Зигель; [Худож. П. Чернуский]. — М. : Дет. лит., 1984. — 254 с. : ил.; 17 см. — (Люди. Время. Идеи).
- Зигель Ф. Ю.  Сокровища звёздного неба. 5-е изд. — М.: Наука, 1986. — 296 с.
- Астрономическая мозаика / Ф. Ю. Зигель. — М. : Наука, 1987. — 172,[1] с. : ил.; 20 см.
- Путешествие по недрам планет / Ф. Ю. Зигель. — М. : Недра, 1988. — 219,[1] с. : ил.; 21 см; ISBN 5-247-00079-X
- Зигель Ф. Ю.  Феномен НЛО. Наблюдения и исследования. — М.: Инвенция, 1993. — 200 с. — ISBN 5-900-37013-5.
- Вторжение инопланетян : битва за Землю продолжается… / Феликс Зигель. — Москва : Алгоритм, печ. 2012. — 253, [2] с. : ил.; 21 см. — (Тайная история человечества).; ISBN 978-5-4438-0064-6

## Память
- Зигелевские чтения — конференция уфологов.